# Geografia Wysp Cooka

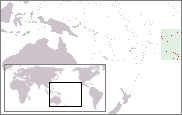
Położenie wysp

Wyspy Cooka są autonomicznym terytorium stowarzyszonym z Nową Zelandią i leżą na środkowo-południowym Oceanie Spokojnym.

## Powierzchnia i rozmieszczenie wysp
Powierzchnia – 234 km²

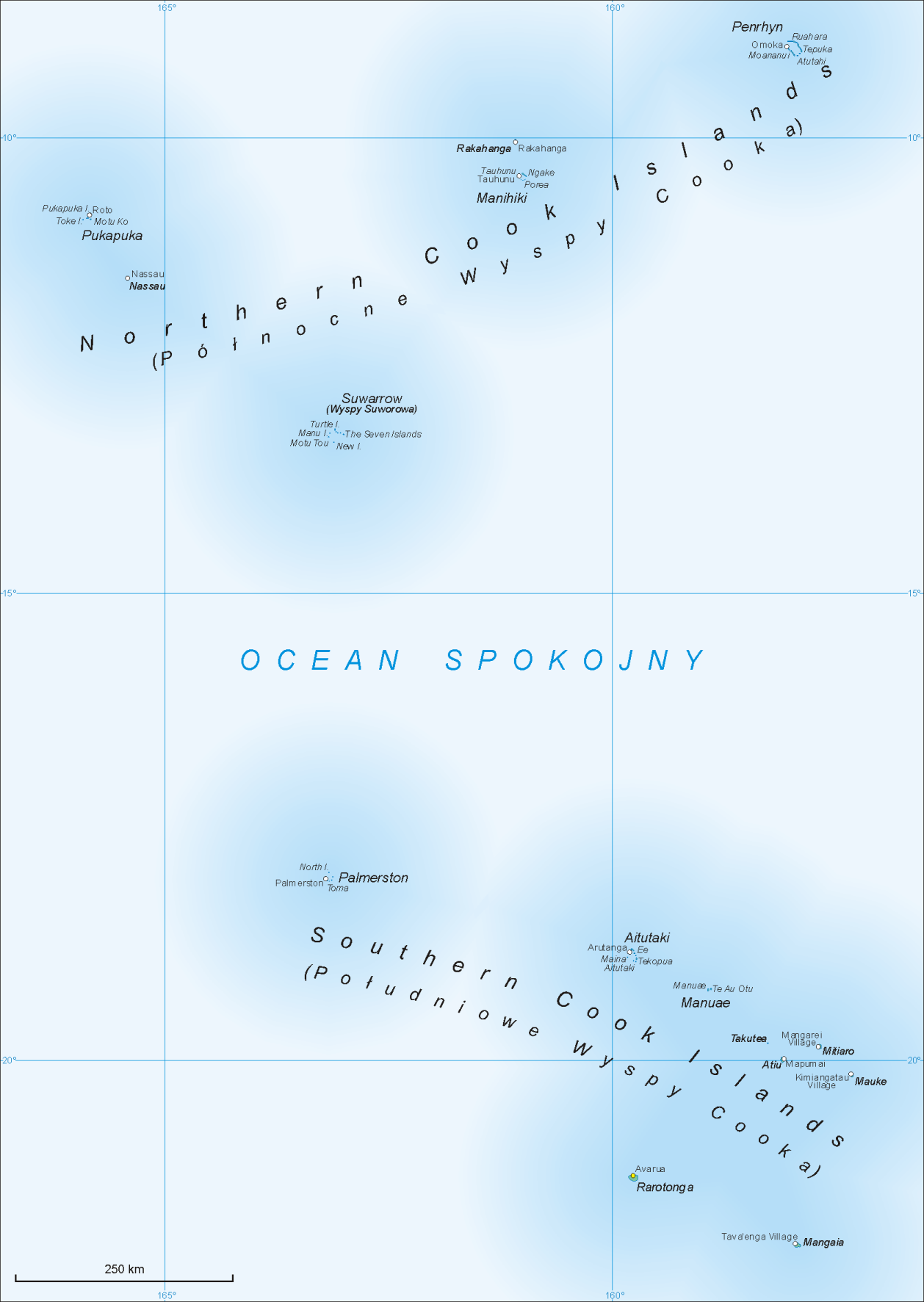
Mapa wysp

Wyspy rozmieszczone są na dużym obszarze Oceanu Spokojnego o powierzchni 2,2 mln km² i leżą między 8°–23°'S a 156°–167°'W.

## Ukształtowanie poziome
Wyspy Cooka dzielą się na dwie grupy: północną i południową. Grupę północną tworzy 8 wysp: Tongareva, Nassau, Puka Puka, Rakahanga, Penrhyn, Manihiki i Suworrow. Grupę południową tworzy 9 wysp: Rarotonga, Mangaia, Palmerston, Atiu, Mauke, Aitutaki, Mitiaro, Manuae i Takutea. Wszystkie wyspy mają niskie, i w większości piaszczyste wybrzeże i są otoczone rafami koralowymi. Linia brzegowa wszystkich wysp jest słabo urozmaicona. 

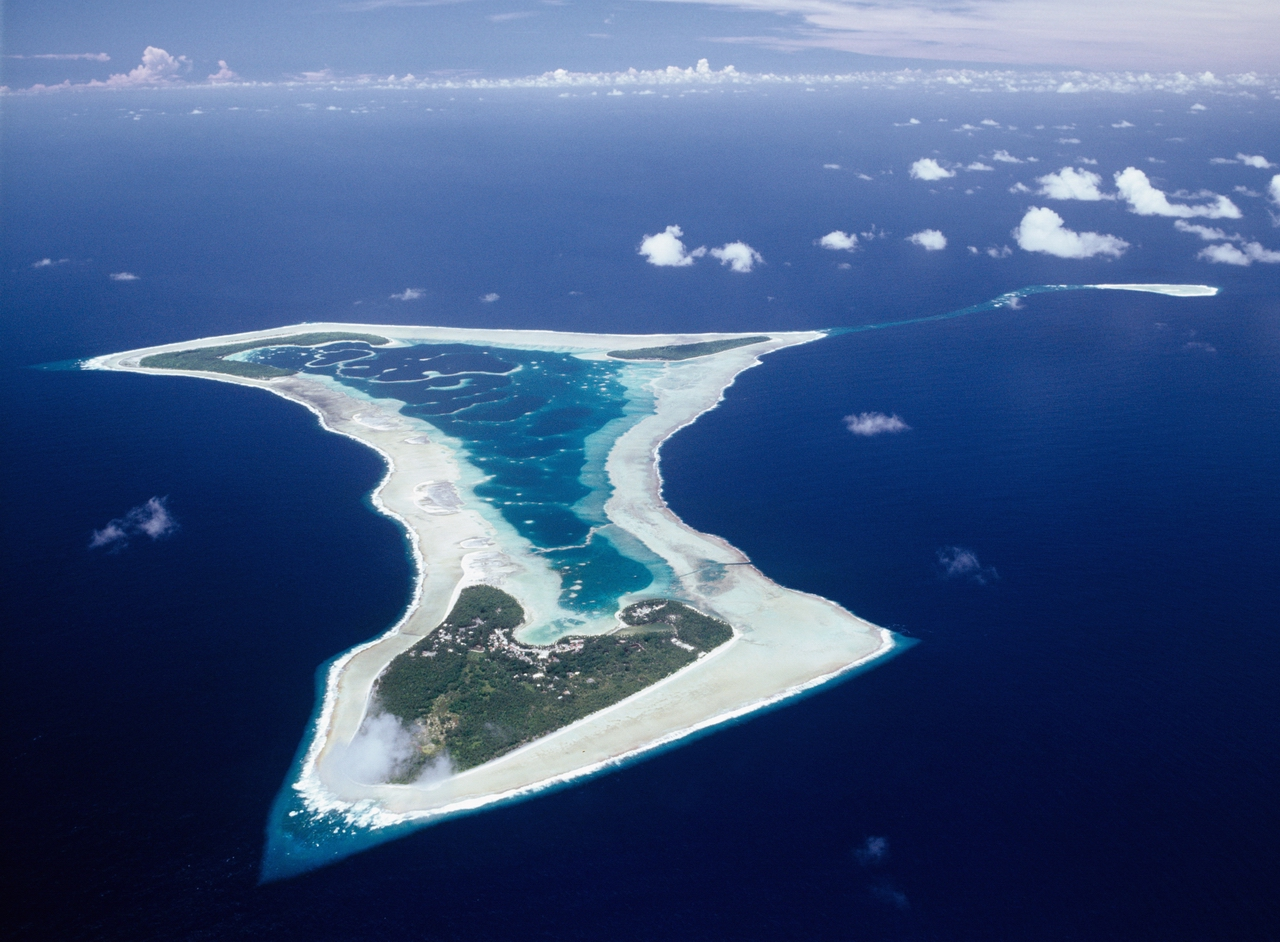
Atol Puka Puka

## Budowa geologiczna i rzeźba
Dwie grupy wysp różnią się pod względem geologii, północny archipelag to atole koralowe osadzone na podwodnych stożkach wulkanicznych. Południowe wyspy to struktury pochodzenia wulkanicznego. Dawne stożki wulkaniczne leżące na utworach wieku kredowego zostały otoczone współczesnymi rafami koralowymi, który proces tworzenia rozpoczął się w czwartorzędzie.
Większość wysp jest nizinna i wybitnie nizinna. Północne wyspy to koralowe atole, których wysokości nie przekraczają 5 m n.p.m. przez co są one zagrożone zalaniem związanym z globalnym ociepleniem. Otaczające wewnętrzną, płytką lagunę wyspy koralowe, to płaskie obszary przykryte słabo wykształconymi glebami. Wyspy południowe także są nizinne, ale wysokości nad poziom morza wynoszą średnio 20–40 m n.p.m. Rarotonga, największa wyspa to jedyny obszar cechujący się górzystym krajobrazem. Niskie góry wznoszą się średnio na 300–400 m n.p.m. a najwyższy szczyt – Te Manga osiąga 652 m n.p.m. Wybrzeże Rarotonga to pas wąskich, nadbrzeżnych nizin. Mangaia także cechuje się urozmaiconą rzeźbą terenu, ale średnie wysokości wynoszą 50–100 m n.p.m.

## Klimat
Klimat wysp jest kształtowany przez pasaty wiejące z południowego wschodu, a same wyspy leżą w strefie klimatu zwrotnikowego wilgotnego. Północne wyspy to obszary o niskich opadach, co jest związane z działaniem pasatów. Południowe wyspy to obszary wilgotne, gdzie opady są wyższe i przekraczają 2 200 mm. Temperatury na wszystkich wyspach są wysokie i średnia termiczna wynosi 24 °C, gdzie różnice dobowe są niewielkie. Wyspy nawiedzane są przez tajfuny, które są przyczyną wielu zniszczeń.

## Wody
Sieć rzeczna ogranicza się do największej, górzystej wyspy Rarotonga. Są rzeki mają postać strumieni o wysokim poziomie zmienności wodostanu. Na pozostałych wyspach wody powierzchniowe są ograniczone, a na atolach koralowych, rzek nie ma w ogóle. Jest to spowodowane budową podłoża i samą wielkością wysp, na których nie mogłaby wytworzyć się sieć cieków wodnych.

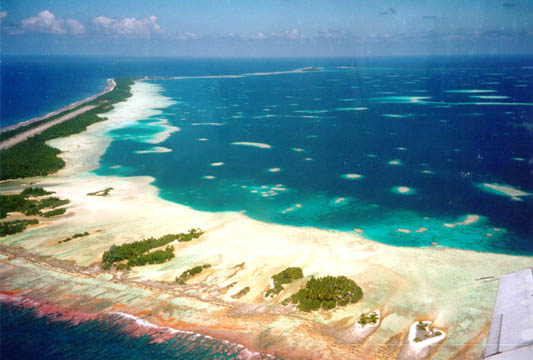
Atol koralowy Tongareva

## Flora i fauna
Północne wyspy, będące atolami cechują się dość ubogą roślinnością tropikalną. Na wyspach tych rosną głównie palmy kokosowe i rośliny krzewiaste. W wielu miejscach występują piaszczyste tereny pozbawione roślinności. W wodach okalających wyspy rozwinęły się rafy koralowe stwarzające doskonałe warunki do rozwoju bogatej gatunkowo fauny morskiej. Południowe wyspy cechują się bardziej bujną roślinnością. Szczególnie na górzystej wyspie Rarotonga choć nie ma zwartych ekosystemów leśnych, to liczne są niewielkie zbiorowiskach drzew występujących w mozaice z bujną roślinnością krzewiastą. Liczne są palmy kokosowe, papaja, która jest rośliną użytkową i wiele innych. 
Fauna jest dość bogata gatunkowo, ale ogranicza się do wód oceanicznych, gdzie wśród raf żyje wiele gatunków skorupiaków, ryb i ssaków morskich. Na lądzie powszechne są jedynie ptaki, głównie morskie. 